# باك نام-تشول (لاعب كرة قدم مواليد 1985)
باك نام تشول (بالإنجليزية: Pak Nam-Chol) (مواليد 2 يوليو 1985 في بيونيانغ) لاعب كرة قدم كوري شمالي يلعب حاليا لصالح نادي 25 أبريل الكوري الشمالي .

## وصلات خارجية
- باك نام تشول على موقع الاتحاد الدولي (مؤرشف)  (الإنجليزية)
- باك نام تشول على موقع قاعدة بيانات كرة القدم.إي يو (الإنجليزية)
- باك نام تشول على موقع ناشيونال فوتبول تيمز (الإنجليزية)
- باك نام تشول على موقع Soccerway.com (الإنجليزية)
- باك نام تشول على موقع عالم كرة القدم.نت (الإنجليزية)